# Frieden vom Pruth
Bündnisverträge

Preobraschenskoje (1699) • Dresden (1699) • Narva (1704) • Dresden (1709) • Thorn (1709) • Kopenhagen (1709) • Hannover (1710) • Lutsk (1711) • Adrianopel (1713) • Schwedt (1713) • Stettin (1715) • Berlin (1715) • Greifswald (1715)
Friedensverträge

Traventhal (1700) • Warschau (1705) • Altranstädt (1706) • Pruth (1711) • Frederiksborg (1720) • Stockholm (1719) • Stockholm (1720) • Nystad (1721)  • Stockholm (1729)
Kapitulationen

Estland und Livland (1710)
Der Friede vom Pruth beendete am 23. Juli 1711 den Vierten Russischen Türkenkrieg (1710–1711), einen kleineren Nebenkrieg innerhalb des Großen Nordischen Krieges zwischen Schweden und Russland.
Nachdem die Schweden 1709 in der Schlacht bei Poltawa aufgerieben worden waren, gelang ihrem König Karl XII. die Flucht ins Osmanische Reich, wo Ahmed III. ihm Asyl gewährte. Zar Peter I. setzte nach und verlangte die Auslieferung des schwedischen Herrschers. Als die Türken sich weigerten, marschierten die Russen ins Fürstentum Moldau ein. Am Pruth wurden sie jedoch von den Truppen des Großwesirs Baltaji Mehmed Pascha hoffnungslos eingekesselt und mussten Verhandlungen aufnehmen. In der Folge des Friedens vom Pruth schleifte Russland die Kosakenfestung Kodak, trat die Festung Asow wieder an das Osmanische Reich ab und verpflichtete sich, sich künftig nicht mehr in die Angelegenheiten von Polen und Kosaken einzumischen. Karl XII. wurde durch die Türken eine freie Heimreise nach Schweden zugesichert.
Seine endgültige Bestätigung durch den Sultan fand der Pruther Frieden durch den Frieden von Adrianopel (1713).

## Weblink
- Vertragstext beim Institut für Europäische Geschichte Mainz (lateinisch)